# أنتوني س. فينكلر
أنتوني س. فينكلر (بالإنجليزية: Anthony C. Winkler)‏ هو كاتب جامايكي، ولد في 25 فبراير 1942 في كينغستون في جامايكا، وتوفي في 18 سبتمبر 2015.

## وصلات خارجية
- أنتوني س. فينكلر على موقع IMDb (الإنجليزية)
- أنتوني س. فينكلر على موقع قاعدة بيانات الفيلم (الإنجليزية)